# Чумакша

Чумакша — река в России, протекает в Воскресенском районе Нижегородской области. Устье реки находится в 95 км по правому берегу реки Люнда. Длина реки составляет 12 км.
Исток реки в болотах юго-восточнее деревни Лобачи на границе с Городским округом Семёновский в 26 км к юго-западу от посёлка Воскресенское. Река течёт на восток, крупнейшие притоки Кибелёк (левый), Рудная Чумашка (правый). Впадает в Люнду у деревни Шишенино.

## Данные водного реестра
По данным государственного водного реестра России относится к Верхневолжскому бассейновому округу, водохозяйственный участок реки — Ветлуга от города Ветлуга и до устья, речной подбассейн реки — Волга от впадения Оки до Куйбышевского водохранилища (без бассейна Суры). Речной бассейн реки — (Верхняя) Волга до Куйбышевского водохранилища (без бассейна Оки).
По данным геоинформационной системы водохозяйственного районирования территории РФ, подготовленной Федеральным агентством водных ресурсов:
- Код водного объекта в государственном водном реестре — 08010400212110000043748
- Код по гидрологической изученности (ГИ) — 110004374
- Код бассейна — 08.01.04.002
- Номер тома по ГИ — 10
- Выпуск по ГИ — 0